# Баллерини, Давиде
Давиде Баллерини (итал. Davide Ballerini; род. 21 сентября 1994, в коммуне Канту, провинция Комо области Ломбардия, Италия) — итальянский  профессиональный шоссейный велогонщик, выступающий с 2020 года за команду мирового тура «Deceuninck-Quick Step».

## Карьера
Став профессионалом, в 2017-2018 годах выступал за проконтинентальную команду «Androni Giocattoli-Sidermec». В 2017 году выиграл горную классификацию Тиррено — Адриатико и стал третьим на одном из этапов «Тура Альп». В  сезоне 2018 года на Джиро д’Италия выиграл спринтерскую классификацию и стал самым агрессивным гонщиком, победил в прологе на «Туре Сибиу» и занял третье место на однодневке «Гран-при Индустрия и Артиджанато ди Ларчано».
В августе 2018 года команда мирового тура «Astana Pro Team» объявила о подписании с Баллерини двухлетнего контракта на 2019 и 2020 годы. Окрылённый Беллерини сразу 22 сентября выиграл свою первую серьёзную гонку  —  однодневку Мемориал Марко Пантани.

В лице Давиде Баллерини мы видим молодого гонщика, чьи результаты на уровне Мирового Тура могут пойти по нарастающей в следующие два сезона. Пока что, каждый год он демонстрирует хороший рост и прогресс и в своем развитии, и в своих результатах. Баллерини – это гонщик, который способен хорошо выступать в классических и однодневных гонках, а также, помогать лидерам на многодневках и, даже, на Гранд-турах. Молодой гонщик с хорошим спринтом и умеющий ездить горы – это всегда правильный выбор для команды. Поэтому, я с оптимизмом жду его в «Астане» в 2019 году.— Александр Винокуров. Генеральный менеджер команды Astana Pro Team

- В первую очередь, скажу, что я очень рад своему переходу в команду «Астана». Это очень большая команда, и у меня всегда была мечта сделать этот шаг в Мировой Тур. Сейчас, эта мечта сбывается… Я надеюсь продолжить свое развитие в качестве профессионального гонщика, но, в то же самое время, я готов помогать своим новым товарищам по команде. Ну, а если у меня будет свой шанс, буду пробовать реализовать его. На данный момент моя главная цель – влиться в коллектив и стать частью команда, а также всеми силами помочь «Астане» добиться высоких результатов в новом сезоне.— Давиде Баллерини
С 2020 года выступает за команду мирового тура «Deceuninck-Quick Step».

## Достижения
2012
3-й  Чемпионат Европы — Групповая гонка (юниоры)
2013
3-й Гран-при Саннадзаро
2014
1-й — Этап 8 An Post Rás
3-й Coppa Ardigòo U23
3-й Trofeo Giacomo Larghi U23
3-й Велогонка Солидарности и Олимпийцев — Генеральная классификация
1-й  — Молодёжная классификация
3-й Astico-Brenta
2015
1-й Coppa San Geo
3-й Trofeo Alcide Degasperi
10-й Piccolo Giro di Lombardia U23
2016
1-й Флоренция — Эмполи
1-й Джиро дель Эмилия (любители)
2-й Circuito Valle del Resco
3-й Coppa Giulio Burci
4-й Coppa dei Laghi-Trofeo Almar
7-й Piccolo Giro di Lombardia U23
9-й Тур Фландрии U23
2017
1-й  Тиррено — Адриатико — Горная классификация
2018
Джиро д’Италия
1-й Спринтерская классификация
Приз самому агрессивному гонщику
1-й Мемориал Марко Пантани
1-й — Пролог Sibiu Cycling Tour
3-й Гран-при Индустрия и Артиджанато ди Ларчано
5-й Джиро дель Аппеннино
2019
1-й  Тур Калифорнии— Горная классификация 
1-й  — Европейские игры — Групповая гонка
4-й Классика Брюсселя

## Гранд-туры
| Гранд-тур       | 2018 | 2019 |
| --------------- | ---- | ---- |
| Джиро д’Италия  | 68   | —    |
| Тур де Франс    | —    | —    |
| Вуэльта Испании | —    | —    |

| —  | Не участвовал  |
| НФ | Не финишировал |